# ديفيد إم. فاهي
ديفيد إم. فاهي (بالإنجليزية: David M. Fahey)‏ هو مؤرخ أمريكي، ولد في 1937.